# PFLNG Satu
PFLNG Satu (PFLNG 1, Petronas floating LNG 1) – перший у світі плавучий завод із виробництва зрідженого природного газу, споруджений на замовлення малайзійської компанії Petronas.
У 2010-х роках в світі розпочали одразу кілька проектів зі спорудження плавучих заводів ЗПГ, за допомогою яких можна було ввести в розробку офшорні родовища, що з певних причин недоцільно облаштовувати класичними методами. В підсумку ж першим судном, що розпочало зрідження газу, стало PFLNG Satu, встановлене над родовищем Кановіт біля узбережжя штату Саравак (острів Калімантан). 
Це судно призначене для роботи в районах з глибинами моря від 70 до 200 метрів. Його розміри складають 365 х 60 х 33 метри. Обслуговчий персонал – 145 осіб. Конструкція розрахована на те, що зможе виконувати свої функції протягом 20 років без постановки в доку для ремонту.
Завод має потужність у 1,2 млн т. ЗПГ на рік (1,7 млрд м3). Він має вісім мембранних резервуарів для зберігання основної продукції загальним об’ємом 177000 м3 та два резервуари для конденсату місткістю 20000 м3. Розміщена на бору електростанція має потужність 100 МВт.
Будівництво судна здійснювалось на верфі компанії Daewoo в Окпо (Південна Корея). Другим учасником консорціуму, який отримав підряд на спорудження заводу, є французький інжинірингово-промисловий конгломерат Technip.
У листопаді 2016 року PFLNG Satu, під’єднане до центральної процесингової платформи KAKG-A, здійснило перший тестовий запуск технологічної лінії із зрідження.